# لنجوان
لنجوان یکی از روستاهای استان آذربایجان شرقی است که در دهستان شربیان بخش مهربان شهرستان سرآب واقع شده‌است.
این روستا زمستان‌های به شدت سردی دارد و گاه دمای آن به ۱۵- درجه سلسیوس می‌رسد و تنها اواخر بهار تا اوایل پاییز می‌توان به این روستا رفت.